# میلفورد (کالیفرنیا)
میلفورد (به انگلیسی: Milford) یک منطقهٔ مسکونی در ایالات متحده آمریکا است که در شهرستان لاسن، کالیفرنیا واقع شده‌است. میلفورد ۱۳٫۷۲۰ کیلومتر مربع مساحت و ۱۶۷ نفر جمعیت دارد و ۱٬۲۸۷ متر بالاتر از سطح دریا واقع شده‌است.